# Vuelo 9833 de Tibet Airlines
El vuelo 9833 de Tibet Airlines (TV9833) fue un vuelo comercial doméstico de pasajeros programado entre el Aeropuerto Internacional de Chongqing-Jiangbei y el Aeropuerto de Nyingchi Mainling, en China. El 12 de mayo de 2022 un avión Airbus A319, con matrícula B-6425, cuando desarrollaba el servicio del vuelo TV9833 con 122 personas a bordo, se estrelló en su despegue en Chongqing.

## Antecedentes

### Aeronave
El avión involucrado fue un Airbus A319, esta aeronave es la versión acortada del Airbus A320, teniendo una capacidad máxima para 156 ocupantes, este modelo no cuenta hasta la fecha con ningún accidente mortal.
Fue fabricado en noviembre de 2012, contando a la fecha del siniestro con 9 años y 6 meses, siendo el primer usuario de la aeronave la propia Tibet Airlines. Tenía el registro B-6425 y era impulsado por dos motores CFM International CFM56-5B7/3.

### País
China está calificada por el programa IASA de la FAA como Categoría 1. Ninguna de sus aerolíneas tiene prohibido volar a la UE.
El año 2022, no fue uno de los mejores para la aviación de China, contando con varios incidentes recientes a la fecha del suceso, entre los cuales destacan el incendio de un Tupolev Tu-204 perteneciente a la aerolínea Aviastar-TU en enero, sin víctimas y el accidente de un Boeing 737-8NG perteneciente a China Eastern Airlines operando el vuelo 5735, cobrándose la vida de 132 personas siendo el peor accidente aéreo de China en más de una década y el peor de lo que va del año 2022.

## Vuelo
El 12 de mayo de 2022, aproximadamente a las 8:04 hora local, el Airbus A319 se disponía a despegar desde la pista 03/21 del Aeropuerto internacional de Chongqing-Jiangbei rumbo al Aeropuerto de Nyingchi Mainling. En su carrera de despegue, a una velocidad de 12 Nudos la aeronave se salió de la pista hacia el lado Izquierdo, posteriormente cruzó dos calles de rodaje hasta parar en medio de dos de estas. Durante el trayecto la aeronave perdió el tren de aterrizaje y sus dos motores, lo cual desembocó en que se produjera un incendio en la parte delantera del avión.
Según los primeros informes los pilotos aseguran haber tenido anormalidades, por lo cual se suspendió el despegue. Todos los 113 pasajeros y 9 tripulantes fueron evacuados con seguridad, teniendo únicamente 36 pasajeros con heridas leves que fueron trasladados de inmediato a hospitales cercanos.

## Reacciones
Los primeros informes del incidente fueron por internautas en las redes sociales como Twitter, compartiendo varios videos que mostraban a la aeronave en llamas, además de personas evacuando esta.
Según la Cadena de Noticias Alemana DW:
- Tibet Airlines informo que: "Todos los pasajeros y la tripulación fueron evacuados con seguridad... Los pasajeros heridos solo sufren heridas leves y han sido enviados al hospital para ser tratados".
- La cadena de noticias estatal China CCTV señalo: "Un avión de Chongqing a Lhasa en el Aeropuerto Internacional Chongqing Jiangbei se salió de la pista, causando un incendio de la aeronave".
- Según el diario South China Morning Post: "La aeronave estaba a punto de salir hacia Nyingchi, en el Tíbet, cuando se salió de la pista alrededor de las 8 de la mañana del jueves”.

## Investigación
La investigación sucede al mismo tiempo que la del mortífero suceso del MU5735 ocurrido 2 meses antes. La Administración de Aviación Civil de China o más conocida como CAAC ha empezado la investigación del suceso.

### Accidentes similares o relacionados
- Vuelo 1404 de Continental Airlines
- Vuelo 5191 de Comair
- Vuelo 9633 de Yak Service
- Vuelo 5735 de China Eastern Airlines